# Monte Niamuragira
O monte Niamuragira, ou Nyamuragira, é um vulcão em escudo ativo nas montanhas Virunga da República Democrática do Congo situado a 25 km a norte do lago Quivu.
O monte Niamuragira foi descrito como o vulcão mais ativo da África e entrou em erupção 30 vezes desde 1880. Assim como as erupções do topo, houve inúmeras erupções dos flancos do vulcão, criando novos vulcões menores que duraram somente um curto período de tempo (p. ex.: Murara, que durou de 1976 a 1977).

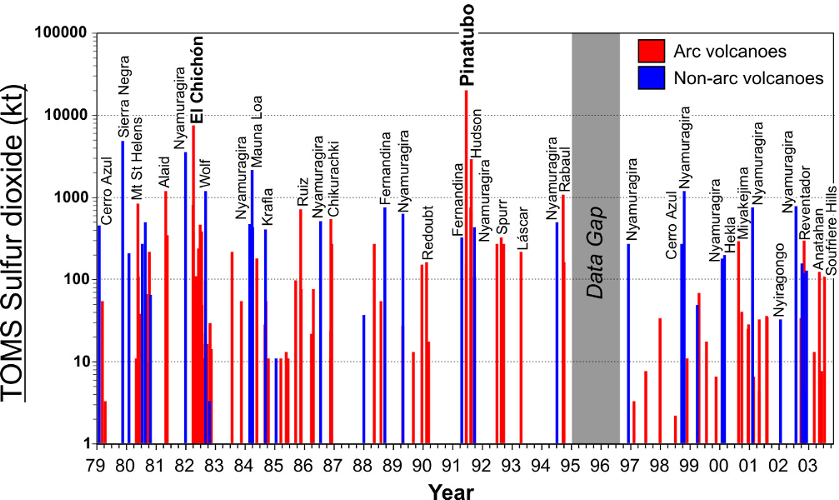
Emissões de dióxido de enxofre pelos vulcões, 1979-2003.

 Esse vulcão é responsável por uma grande porção do dióxido de enxofre liberado na atmosfera por vulcões.
Extensos fluxos de lava podem ser vistos nas imagens de satélite indo a 25 km a sudoeste para o lago Quivu, a aproximadamente 22 km a noroeste e a 35 km a nor-nordeste. O Niamuragira está a somente 13 km a nor-noroeste do monte Niaragongo, o vulcão que causou grandes danos à cidade de Goma na sua erupção de 2002.